# Vojens
Vojens – miasto w Danii, na Półwyspie Jutlandzkim, w obrębie regionu historycznego Szlezwik, położone ok. 215 km na zachód od Kopenhagi. 
Do 2007 roku siedziba gminy Vojens, dziś w gminie Haderslev w regionie Dania Południowa. 
Liczy 7504 mieszkańców (dane z roku 2019).

## Sport

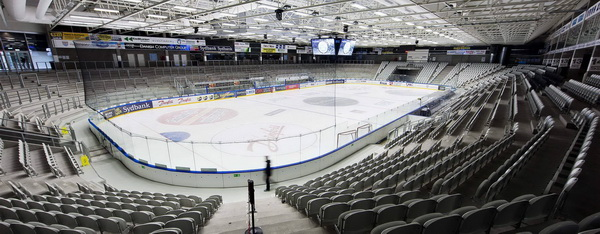
Lodowisko wewnątrz Frøs Areny

W mieście wielokrotnie były organizowane zawody żużlowe najwyższej rangi, m.in. turnieje Grand Prix Danii oraz mistrzostwa świata indywidualne, drużynowe i w parach.
W Vojens znajduje się założony przez wielokrotnego mistrza świata Ole Olsena tor żużlowy Vojens Speedway Center. Pierwszymi międzynarodowymi zawodami rangi mistrzowskiej, które odbyły się w tym mieście, był rozegrany w roku 1977 pierwszy finał Indywidualnych Mistrzostw Świata Juniorów, w którym zwyciężył Duńczyk Alf Busk.
W mieście siedzibę ma klub hokejowy SønderjyskE Ishockey, wielokrotny mistrz Danii, rozgrywający mecze w hali Frøs Arena.

## Transport
- Vojens (stacja kolejowa)

## Galeria

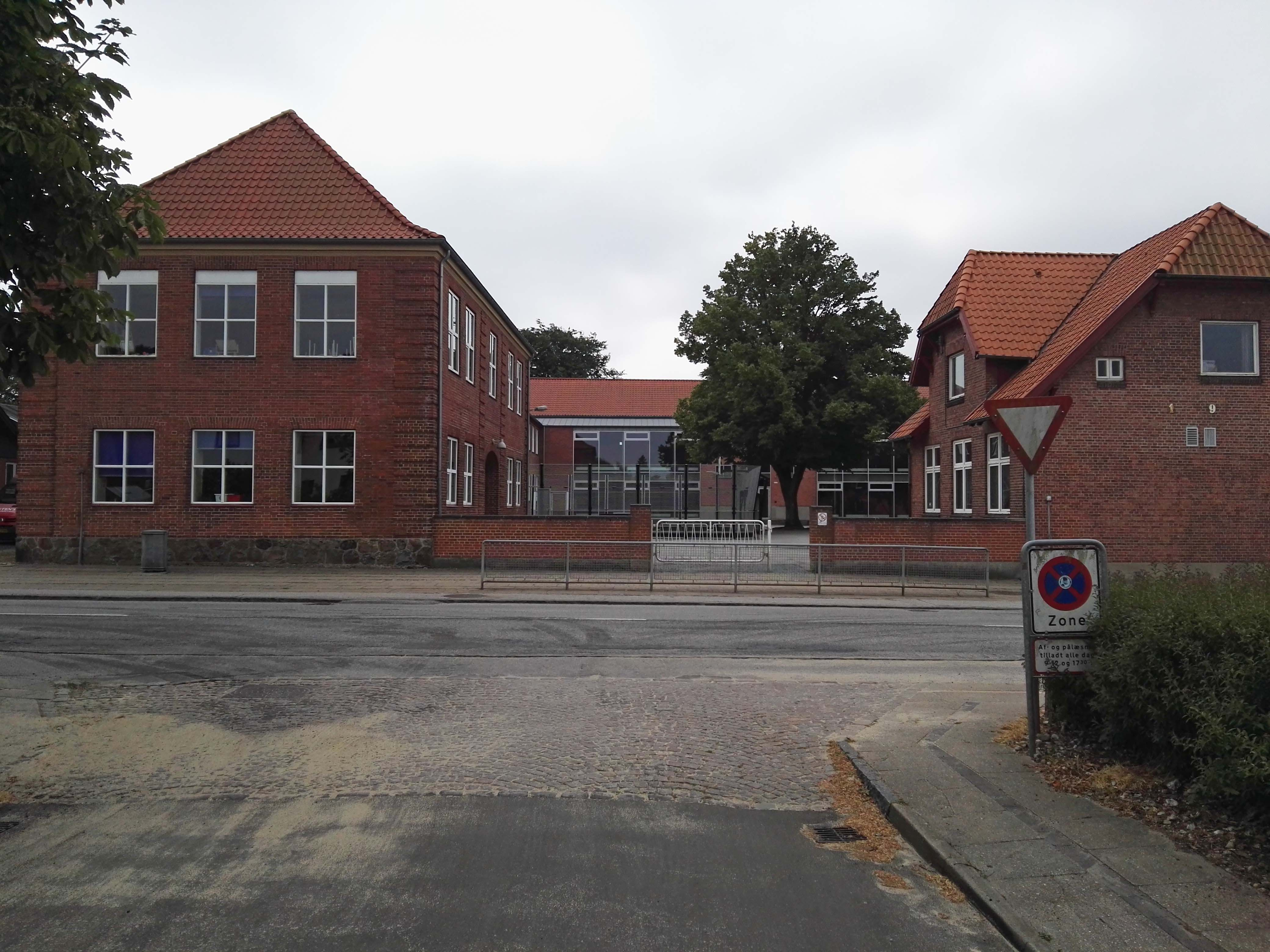
Szkoła podstawowa Lagoniskolen
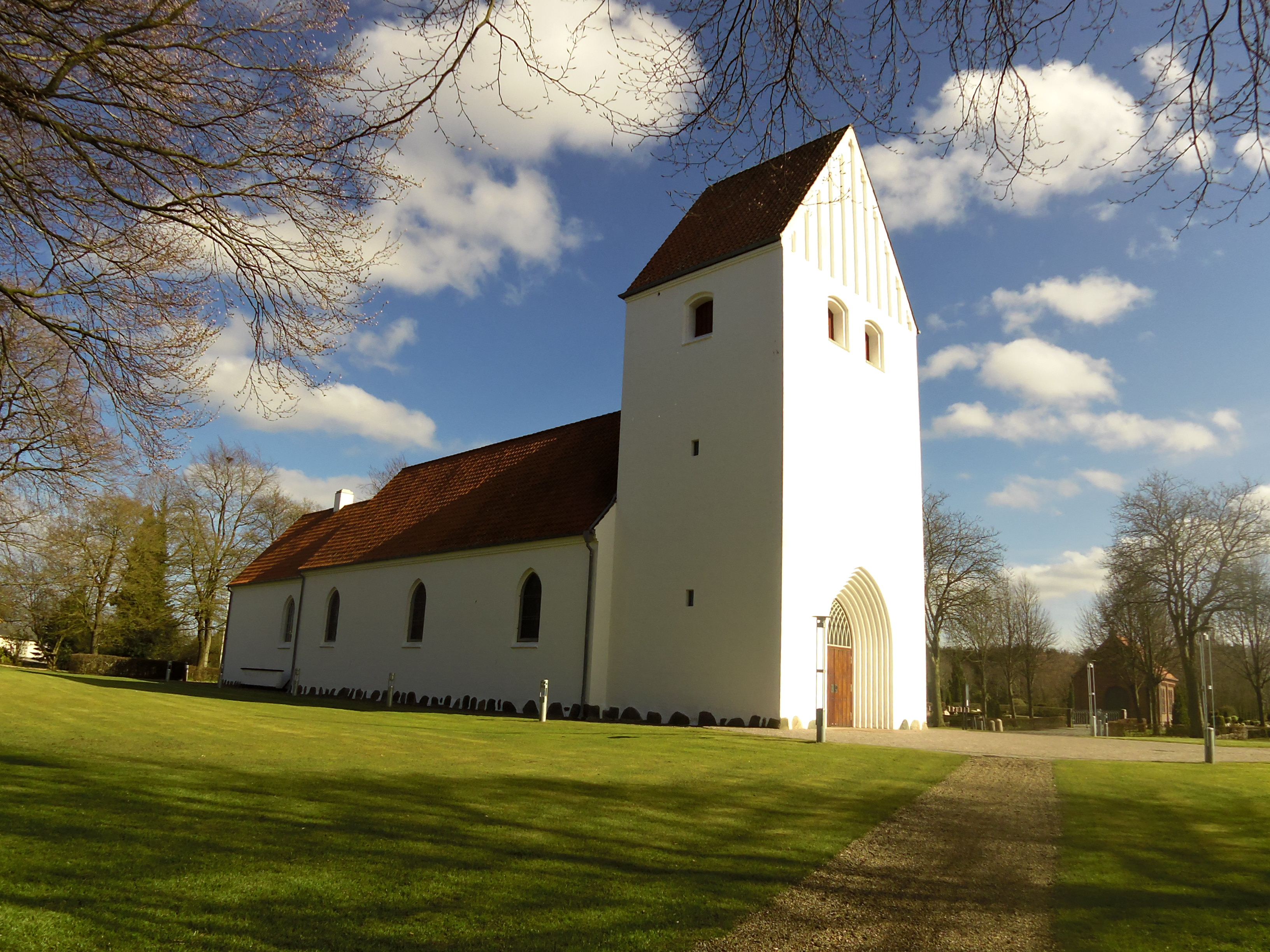
Kościół
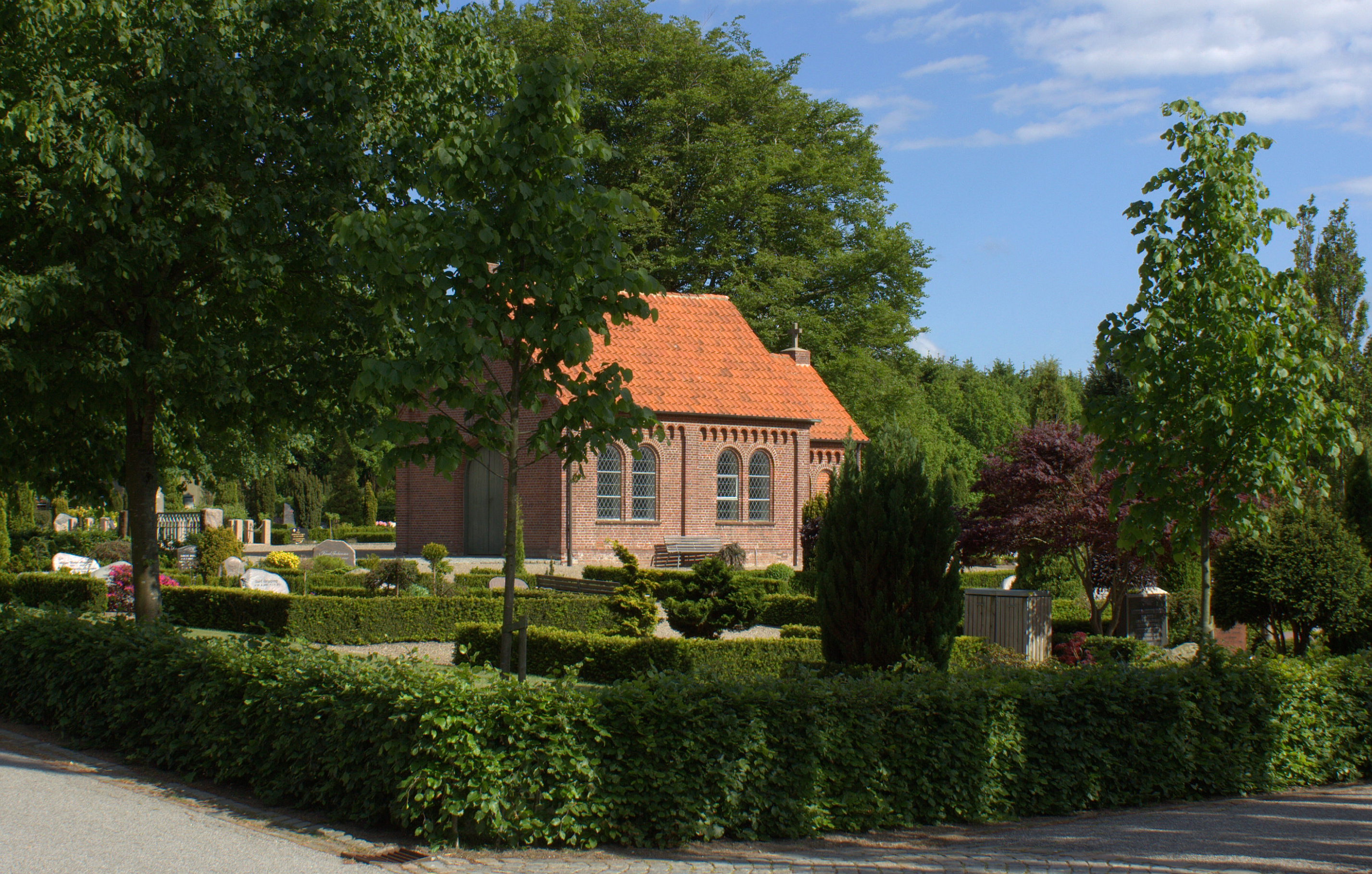
Cmentarz przykościelny z tzw. "czerwoną kaplicą"
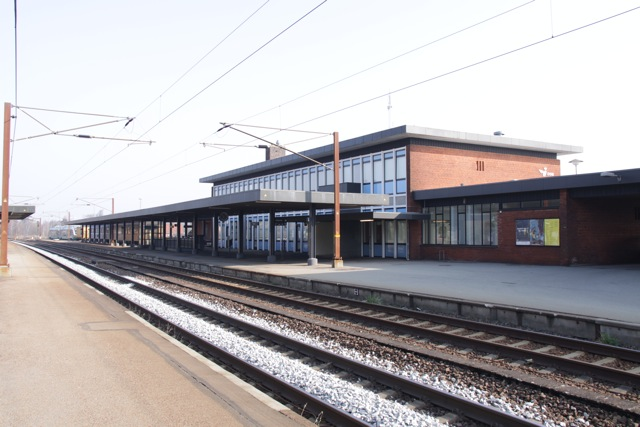
Dworzec kolejowy
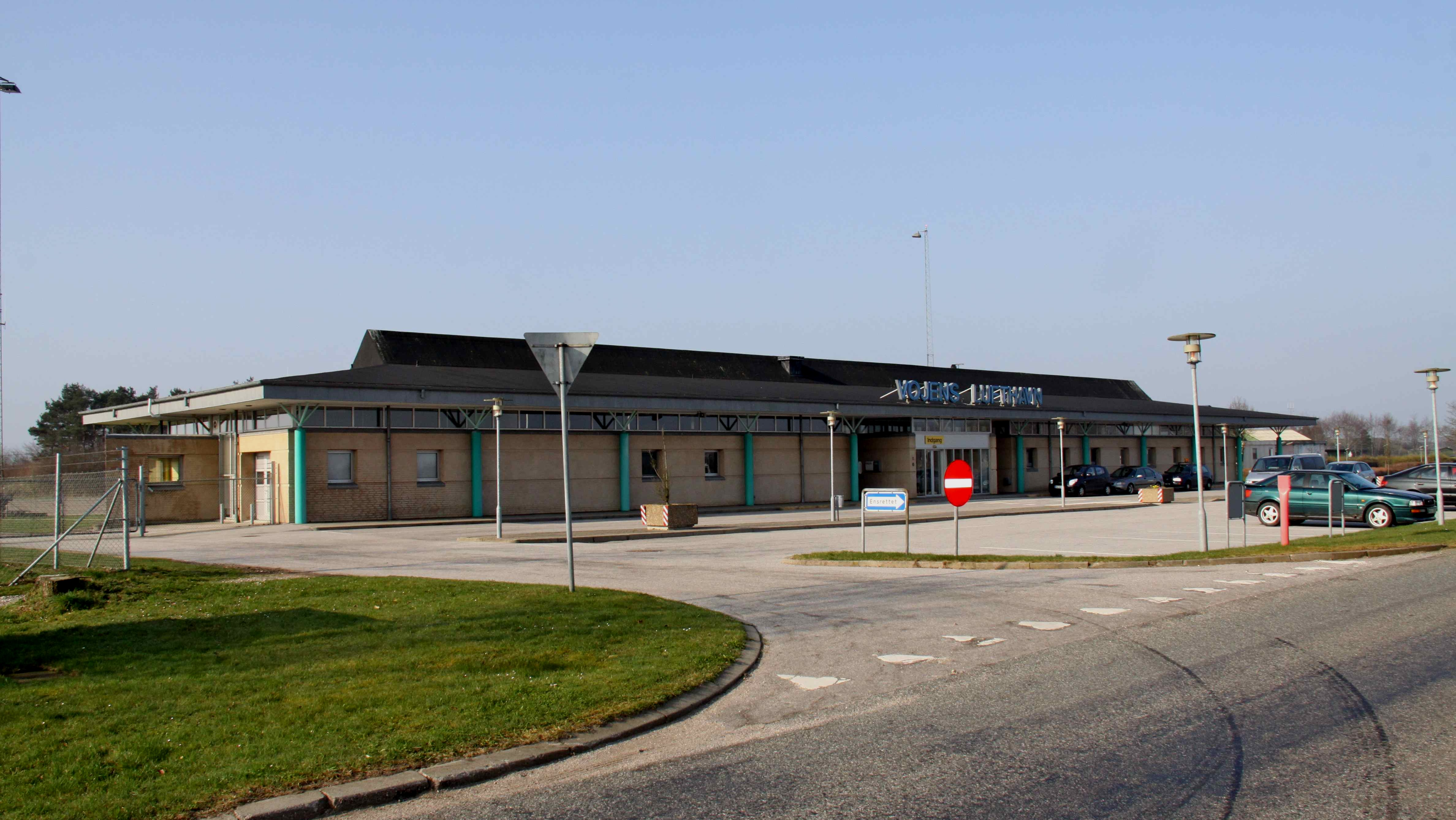
Lotnisko